# Chiesa di Santa Chiara (Stoccolma)
La Chiesa di Santa Chiara o Chiesa di Klara ( in svedese Klara kyrka   ) è una chiesa situata nel centro di Stoccolma. Dal 1989, la Missione Evangelica Svedese è responsabile delle sue attività.
La Chiesa di Santa Chiara si trova su Klara Västra Kyrkogata nell'area di Klara nel Norrmalm inferiore. La zona di Klara (conosciuta anche in svedese come Klarakvarteren) prende il nome dalla chiesa. Questo nome è diventato sinonimo della vecchia città che un tempo occupava la bassa Norrmalm.

## Storia

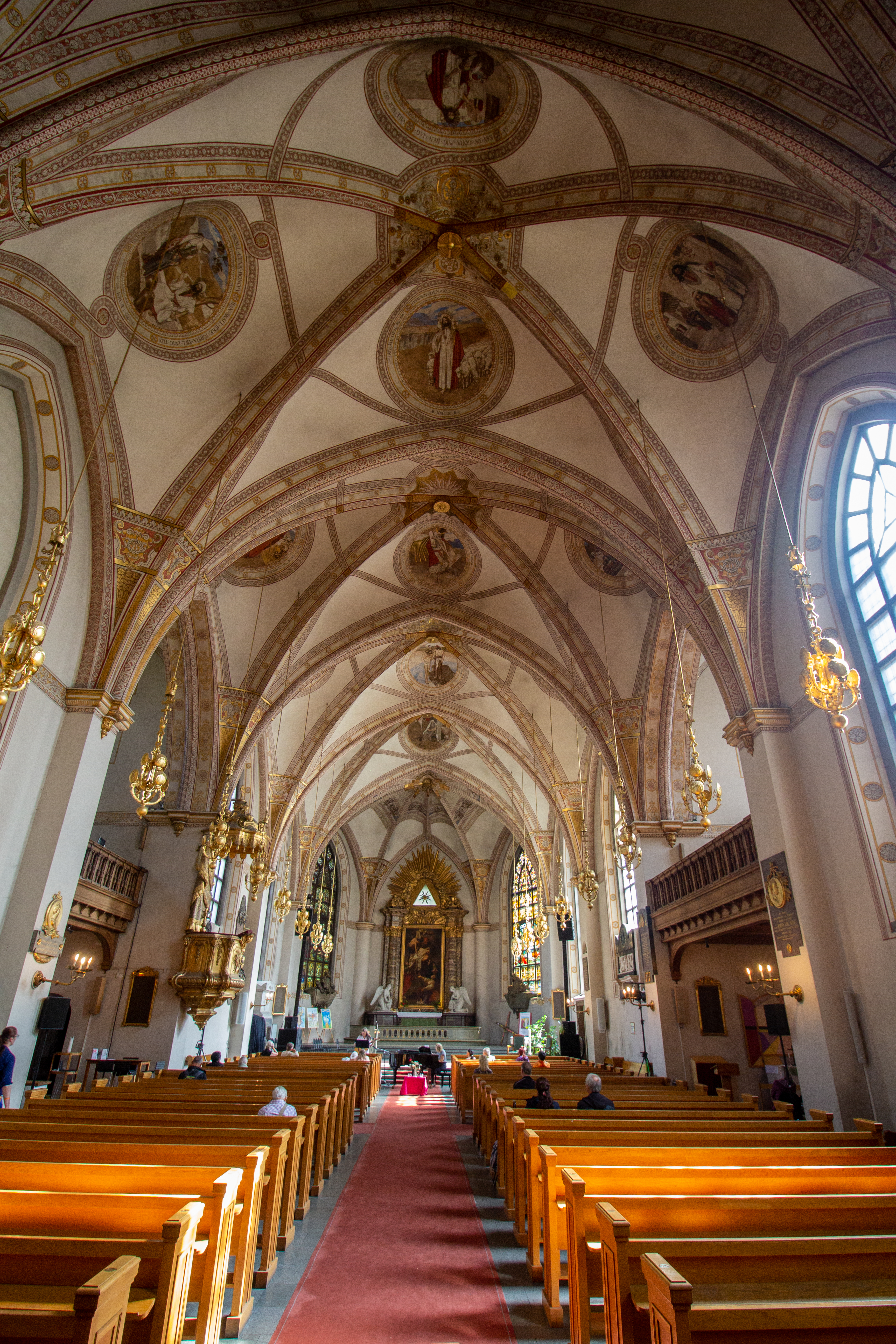
L'interno della chiesa

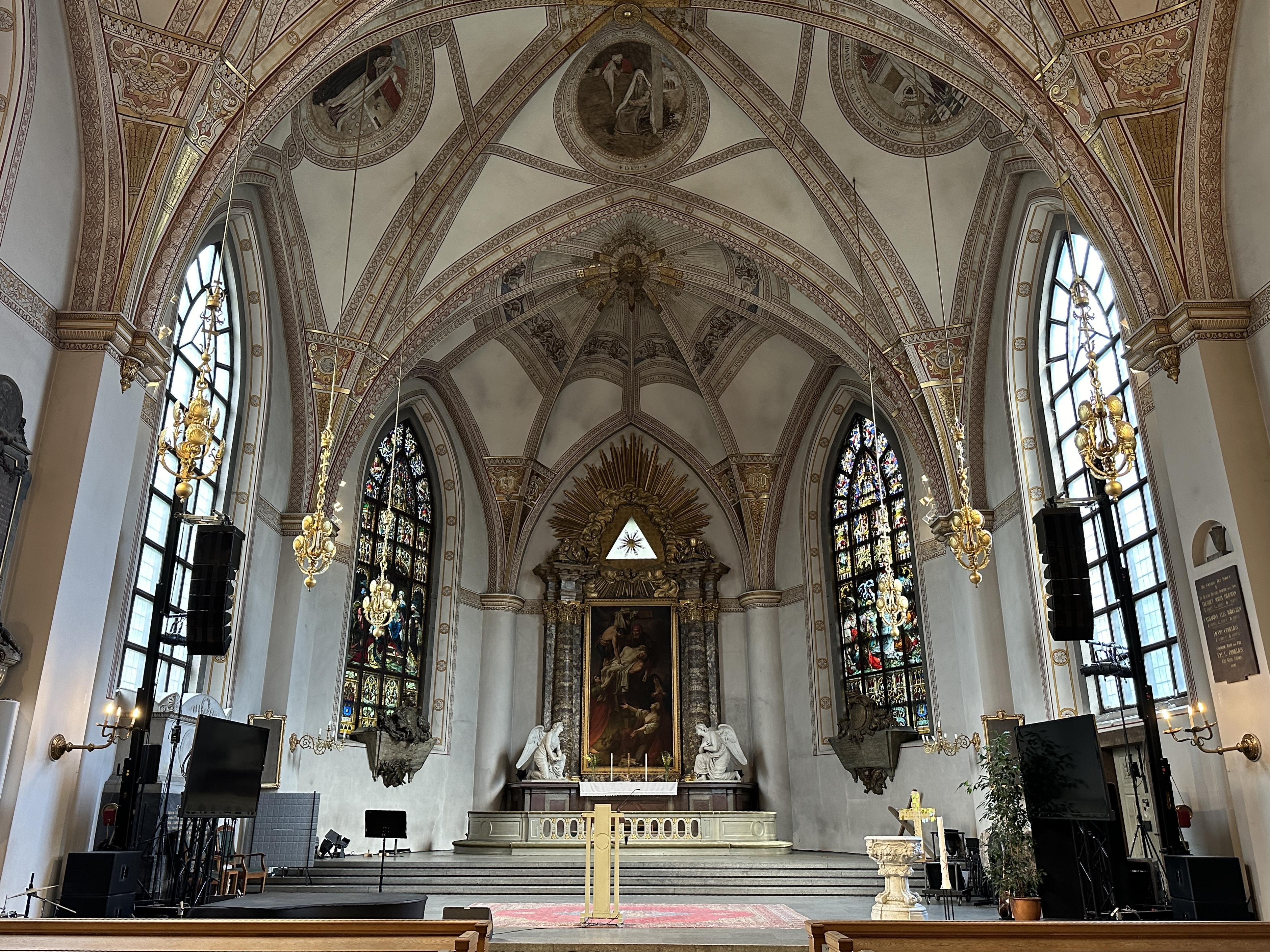
L'altare maggiore della Chiesa

Il Convento e la Chiesa di Santa Chiara furono fondati sul sito nel 1280. Nel 1527 Gustavo Vasa, re di Svezia, fece demolire la chiesa e il convento. La costruzione della chiesa attuale iniziò nel 1572 sotto Giovanni III.
Il cimitero, che ora è quasi circondato da edifici moderni, fu iniziato nel XVII secolo.
Il campanile della chiesa è stato costruito come parte dei lavori di restauro nel 1880 ed è alto 116 metri.